# Покрет уједињених фантома
Покрет уједињених фантома (ПУФ) је удружење из Србије са седиштем у граду Зрењанину, основано 2017. године.
Покрет уједињених фантома комбинује политичко деловање и сатиричне садржаје - песме, скечеве и перформансе, а широј јавности је постао познат након објаве песме „Почело је, диктаторе” отпеване у циљу подршке нарастајућим грађанским протестима у Србији с краја 2018. и почетком 2019. године. 
Копредседници Покрета уједињених фантома Миљан Чичић и Милан Пернат су ухапшени због упада у зграду Радио-телевизије Србије с моторном тестером 16. марта 2019. године. Из притвора су пуштени три дана касније, а сумњиче се за кривично дело насилничко понашање на јавном скупу.
Покрет уједињених фантома је 2019. године организовао штрајк глађу испред седишта Града Зрењанина захтевајући да се хитно реши проблем водоснабдевања у том граду. Штрајк је безуспешно окончан због колапса здравственог стања Миљана Чичића.
Своју песму „Туки туки” која је пародија јутјуберског кича и јавно-политичке сцене у Србији, Покрет уједињених фантома је кандидовао за представника Србије на такмичењу за Песму Евровизије 2020. године по конкурсу који спроводи Радио-телевизија Србије.